# Paulo Barcellos
Pour les articles homonymes, voir Barcellos.
Paulo Barcellos est un bodyboardeur et photographe brésilien. 
Il a été champion du monde de sa discipline en 2000. 
Depuis les années 2010, il est surtout connu pour ses photographies de sports nautiques.